# Croton hircinus
Croton hircinus là một loài thực vật có hoa trong họ Đại kích. Loài này được Vent. mô tả khoa học đầu tiên năm 1803.